# Майерхофер, Вероника
Вероника Майерхофер (нем. Veronika Mayerhofer, род. 10 июля 1992 года, Шварцах) — австрийская лыжница, участница Олимпийских игр в Сочи.
В Кубке мира Майерхофер дебютировала 14 декабря 2013 года, свои первые очки в зачёт Кубка мира завоевала в январе 2014 года, заняв 26-е место в гонке с общего старта на 10 км. По состоянию на 13 марта 2014 года в общем зачёте своего дебютного Кубка мира Майерхофер идет на 109-й позиции.
На Олимпийских играх 2014 года в Сочи, приняла участие в двух гонках: 10 км классическим стилем — 47-е место и эстафета — 13-е место.
За свою карьеру в чемпионатах мира пока не участвовала. На юниорских и молодёжных чемпионатах мира в личных гонках не поднималась выше 13-го места.
Использует лыжи производства фирмы Fischer.